# João Carlos da Silva Costa
João Carlos da Silva Costa (født 15. januar 1956) er en tidligere brasiliansk fodboldspiller og træner.